# Các kiểu nổ sao trên vũ trụ
Các kiều nổ sao trong vũ trụ hay các kiểu chết của sao trong vũ trụ được chia làm ba loại lớn:
- Tân tinh: Tân tinh hay sao mới là một vụ nổ hạt nhân lớn xảy ra trên sao lùn trắng, khiến cho nó bất thình lình sáng lên.
- Siêu tân tinh:  là một sự kiện thiên văn học biến đổi tức thời xảy ra trong giai đoạn cuối của quá trình tiến hóa sao ở các sao khối lượng lớn, mà một vụ nổ khổng lồ cuối cùng đánh dấu sự hủy diệt của sao. Sự kiện bất thình lình này tạo ra một ngôi sao sáng "mới", trước khi dần phai mờ trong vòng vài tuần đến vài tháng.
- Cực siêu tân tinh:  là một ngôi sao đặc biệt lớn sụp đổ vào cuối tuổi thọ của nó. Cho đến những năm 1990, nó dùng để chỉ một vụ nổ với năng lượng bằng năng lượng của hơn 100 siêu tân tinh (trên 1048 J). Vụ nổ như vậy được cho là nguồn gốc của các chớp gamma thời gian dài